# (207836) 2007 UQ9
(207836) 2007 UQ9 es un asteroide perteneciente al cinturón de asteroides, región del sistema solar que se encuentra entre las órbitas de Marte y Júpiter, descubierto el 30 de abril de 1998 por el equipo del Lowell Observatory Near-Earth-Object Search desde la Estación Anderson Mesa (condado de Coconino, cerca de Flagstaff, Arizona, Estados Unidos).

## Designación y nombre
Designado provisionalmente como 2007 UQ9. 

## Características orbitales
(207836) 2007 UQ9 está situado a una distancia media del Sol de 2,764 ua, pudiendo alejarse hasta 3,242 ua y acercarse hasta 2,287 ua. Su excentricidad es 0,173 y la inclinación orbital 6,358 grados. Emplea 1678,77 días en completar una órbita alrededor del Sol.
Pertenece a la familia de asteroides de (808) Merxia.

## Características físicas
La magnitud absoluta de (207836) 2007 UQ9 es 16,63. 